# Шургуял (Совєтський район)
Шургуя́л (рос. Шургуял, марій. Шергыял) — присілок у складі Совєтського району Марій Ел, Росія. Входить до складу Ронгинського сільського поселення.

## Населення
Населення — 38 осіб (2010; 33 у 2002).
Національний склад (станом на 2002 рік):
- марі — 100 %